# Eva Jablonka
Eva Jablonka (Polonia, 1952) es una teórica y genetista israelí, conocida especialmente por su interés en la herencia epigenética. Es profesora en el Instituto Cohn de Historia de la Filosofía de la Ciencia y las Ideas en la Universidad de Tel Aviv. En 1981 fue galardonada con el premio Landau de Israel por su sobresaliente trabajo cuando realizaba su Master of Science, y en 1988, el premio Marcus por su excelente trabajo durante su Ph.D. Es una defensora de la libertad académica, reconociendo que en tales asuntos, "los asuntos académicos y políticos no se pueden separar realmente", aunque no es defensora de soluciones simplistas, y muestra una preferencia por describir su propia posición.

## Biografía
Nació Polonia en 1952, pero emigró a Israel en 1957. Jablonka publica sobre temas evolutivos, especialmente epigenética, con especial énfasis en las formas de evolución no genéticas ha despertado el interés de quienes intentan ampliar el alcance del pensamiento evolucionista a otras esferas. Un ejemplo de su trabajo en esta área es el libro Animal Traditions, del 2000, en coautoría con Eytan Avital, en el que amplían los modelos de transmisión cultural humana al mundo animal no humano, para mostrar que la evolución cultural ha jugado un papel importante en la evolución de otros animales. Se ha la descrito como la vanguardista de una revolución en curso dentro de la biología evolutiva, y fue una de las principales conferenciantes en la conferencia Artificial Life XI de 2008.
En 2005, fue coautora con Marion Lamb del libro Evolution in Four Dimensions. Partiendo del enfoque de la biología evolutiva del desarrollo y de los hallazgos recientes de la biología molecular y conductual, argumentan que no solo se trata de genes en sí mismos, sino de variaciones hereditarias transmitidas de generación en generación por cualquier medio. Sugieren que tal variación puede ocurrir en cuatro niveles. En primer lugar, al nivel físico establecido de la genética. En segundo lugar, a nivel epigenético, que implica variaciones en el significado de las cadenas de ADN dadas, en las que las variaciones en la traducción del ADN durante los procesos de desarrollo se transmiten posteriormente durante la reproducción, que luego pueden retroalimentarse en la modificación de secuencia del ADN en sí. La tercera dimensión es de particular interés para ella, que comprende la transmisión de las tradiciones de comportamiento. Hay, por ejemplo, casos documentados de preferencias alimentarias transmitidas, por aprendizaje social, en varias especies animales, que permanecen estables de generación en generación, mientras que las condiciones lo permitan. La cuarta dimensión es la herencia simbólica, que es única para los humanos, y en la que las tradiciones se transmiten a través de nuestra capacidad de lenguaje y cultura, nuestras representaciones de cómo comportarnos, comunicadas por el habla y la escritura.
En su tratamiento de los niveles superiores, Jablonka y Lamb distinguen su enfoque de las banalidades de la psicología evolutiva, de los memes e incluso de las ideas chomskyianas de la gramática universal. Argumentan que hay interacciones constantes entre los niveles: los mecanismos de herencia epigenéticos, conductuales e incluso simbólicos también producen presiones de selección en la herencia basada en ADN y pueden, en algunos casos, incluso ayudar a dirigir los cambios del ADN ellos mismos, por lo que evolucionan. Para animar su texto, utilizan experimentos de pensamiento y diálogo con un investigador escéptico, un IM-Ifcha Mistabra, un arameo, para contrastar la conjetura opuesta.
En 2008, Jablonka y Lamb publicaron el documento Soft inheritance: Challenging the Modern Synthesis, en el que afirmaban que hay evidencia de sistemas de controles epigenéticos lamarckianos que causan cambios evolutivos y los mecanismos subyacentes a la herencia epigenética también pueden conducir a cambios saltacionales que reorganizan el epigenoma. Jablonka es una defensor de la síntesis evolutiva extendida.